# Arłamowska Wola
Arłamowska Wola (ukr. Арламівська Воля) – wieś na Ukrainie, w rejonie mościskim obwodu lwowskiego. Wieś liczy 1383 mieszkańców.
Znajduje tu się przystanek kolejowy Arłamowska Wola na linii Lwów - Przemyśl.
Wieś królewska Arlamowska Wola, należąca do starostwa mościskiego, w 1627 roku leżała w ziemi przemyskiej województwa ruskiego. Wieś Wola Arłamowska, będąca w posiadaniu Stanisława Jana Jabłonowskiego została spustoszona w czasie najazdu tatarskiego w 1672 roku.
Dobra tabularne Barbary Karabanik i 2 wspólników, położone w 1905 roku w powiecie mościskim Królestwa Galicji i Lodomerii.
W II Rzeczypospolitej do 1934 samodzielna gmina jednostkowa. Następnie należała do zbiorowej wiejskiej gminy Twierdza w powiecie mościskim w woj. lwowskim. W 1944 nacjonaliści ukraińscy z OUN - UPA zamordowali tutaj 23 Polaków. Po wojnie wieś została włączona do Ukraińskiej SRR. Kościół parafialny został zamknięty i zamieniony na magazyn. W 1947 roku we wsi zginęła Marija Szudrawa, żołnierka UPA, która nie chcąc trafić do niewoli, otoczona przez sowiecką obławę, wysadziła się granatem.

## Urodzeni we wsi
- Zinowij Duma (1956) – ukraiński polityk, deputowany Rady Najwyższej I kadencji, przewodniczący iwano-frankowskiego towarzystwa Memoriał imienia Wasyla Stusa.
- Jakym Jarema (1884) – ukraiński psycholog, filozof, językoznawca, pedagog.
- Teofił Kormosz (1863) – ukraiński adwokat, twórca towarzystw kulturalno-oświatowych w rejonie Mościsk.
- Iwan Sahan (1938) – ukraiński krajoznawca, dziennikarz.
- Stefania Stipal (1903) – polska nauczycielka, pedagog, instruktorka harcerka.